# Alvis TE 21
La Alvis TE 21  è un'autovettura prodotta dalla casa automobilistica britannica Alvis dal 1963 al 1966. Era una versione rivista della Alvis TD 21 e la sua carrozzeria fu costruita dalla Mulliner Park Ward.

## Descrizione

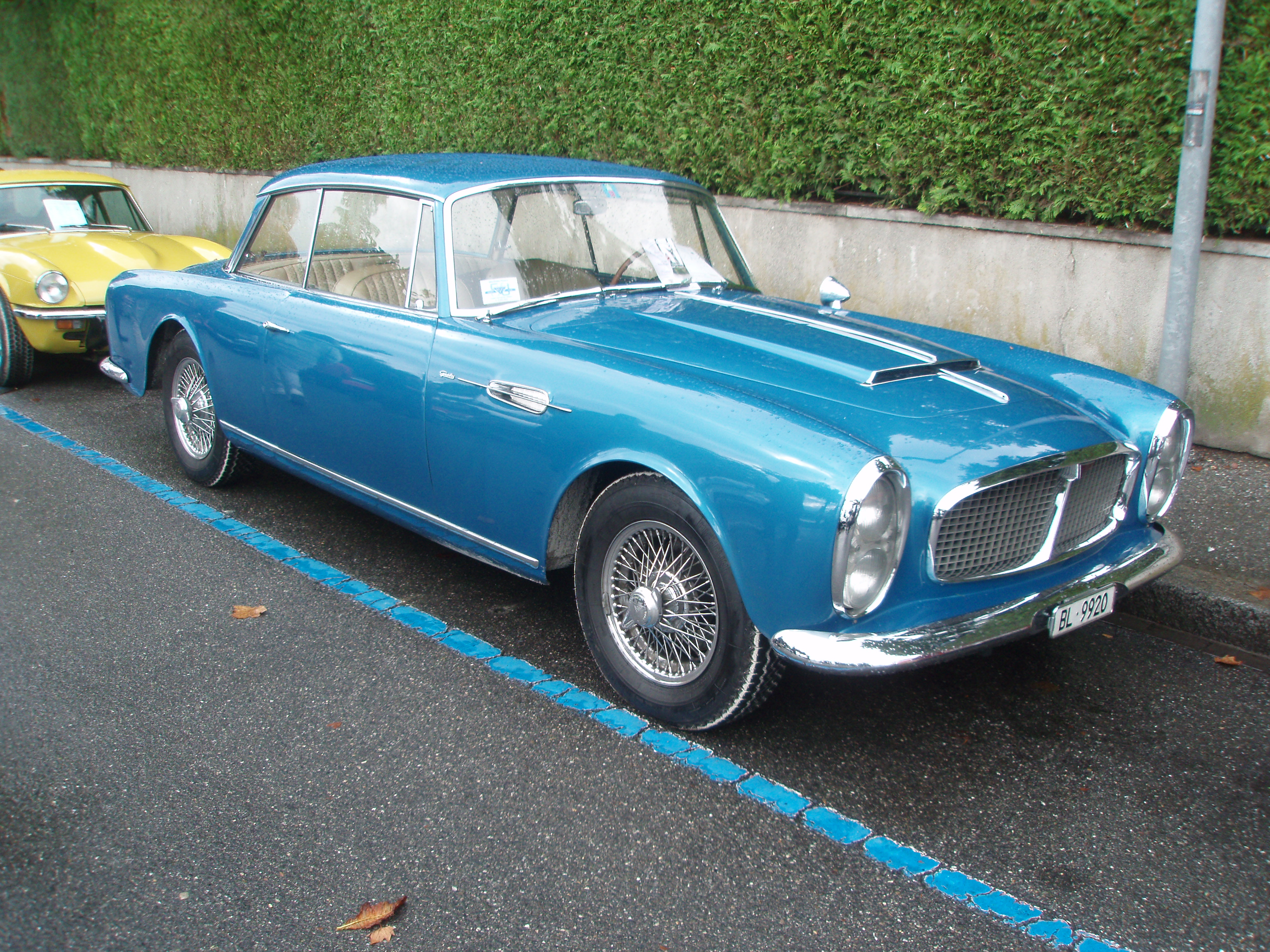
Una Alvis TE 21 Graber

La carrozzeria della TE 21, che era una versione modificata e aggiornata di quella della Alvis TC 108G, fu disegnata dalla carrozzeria svizzera Hermann Graber ma venne costruita dalla Mulliner Park Ward. La carrozzeria della TE 21 era caratterizzata dalla presenza di due fanali anteriori gemelli montati uno sopra l'altro. La TE 21 era disponibile nelle versioni berlina due porte e cabriolet due porte. Il parabrezza era monopezzo, curvo e non troppo inclinato.
Il motore in linea a sei cilindri da 2993 cm³ di cilindrata con rapporto di compressione 8,5:1 utilizzato per la prima volta nel Alvis TA 21 del 1950, ricevette una testata e un collettore modificati che aumentarono la potenza a 130 CV a 4 000 giri/min, portando la vettura a una velocità massima di 172 km/h. 
Per la trasmissione era disponibile un cambio automatico a un cinque marce realizzato dalla ZF Friedrichshafen. Le sospensioni erano indipendenti con molle elicoidali nell'avantreno e a balestra semiellittica nel retrotreno. I freni erano a disco su tutte le ruote.
Lo sterzo divenne a ricircolo di sfere con l'obiettivo di ridurre lo sforzo da parte del conducente; inoltre alla fine del 1964 il servosterzo divenne disponibile come optional. Sebbene l'auto fosse stata sostituita dalla Alvis TF 21 nel 1966, la TE 21 fu ancora venduta a causa di giacenze in magazzino fino al 1967.